# Рика (приток Тисы)
Рика́ (укр. Ріка) — одна из крупнейших рек Закарпатской области Украины.
Приток Тисы. Длина Рики — 92 км. Площадь водосбора составляет 1130 км². Ширина Рики преимущественно 20-50 м, наибольшая — 100 м. Наклон — 10 м/км.
Начинается на юго—западных склонах Верховинского хребта при слиянии реки Торуньчик и реки Лопушна.
Долина Рики v-подобная, шириной от 40 до 500 м. В предгорных районах — трапециевидная. Заводь в верхнем и среднем течении шириной от 40 до 100 м. Близ с. Липча расширяется более 500 м, в нижнем течении разделяется на старицы и проливы.
Русло извилистое, разветвленое, имеются многочисленные острова, а также порожки первой-второй категории сложности. Расположены они, в основном, на участке от ГЭС и до конца с. Нижний Быстрый.
На Рике находится Теребля-Рикская ГЭС, на левом рукаве реки ниже села Противень перед селом Нижний Быстрый, а также пгт Межгорье и город Хуст, где Рика впадает в р. Тису.
По берегам Рики расположены многочисленные базы отдыха. На многих участках реки осуществлено укрепление берегов.
На реке находится интересное инженерное сооружение — туннель (водовод) для переброски дополнительного объёма воды из соседней реки Теребли для ГЭС, расположенной на Рике. Туннель длиной 3,6 км проходит сквозь хребет Бовцарский Дол высотой около 900 м и начинается в долине Теребли от Тереблянского водохранилища.